# Eugenio Garin
Eugenio Garin (Rieti, 9 de mayo de 1909-Florencia, 29 de diciembre de 2004) fue un profesor universitario italiano, destacado investigador de la historia de la filosofía de Italia y del movimiento renacentista.

## Trayectoria
Garin fue alumno de Ludovico Limentani y del filólogo Giorgio Pasquali con Kurt Heinrich Wolff y Aurelio Pace. Fue profesor de la Universidad de Florencia durante muchos años; pero se trasladó a la de Pisa a causa de los desórdenes de la revuelta estudiantil de 1968. Tuvo una personalidad extremadamente estimulante, y se dedicó a formar, con pasión, a muchos discípulos. Bajo su guía, se formaron notables estudiosos de hoy, entre los cuales cabe recordar a Michele Ciliberto, Sergio Moravia, el filósofo Paolo Rossi, Maurizio Torrini y Saverio Ricci. 
Durante años, fue el principal asesor de la editorial Laterza, bien para la filosofía antigua bien para la moderna. De hecho, colaboró activamente en las colecciones de clásicos que fueron fundadas por Benedetto Croce y ayudó a que aparecieran varias obras fundamentales. La Casa Laterza, como homenaje a su persona, publicó un volumen con la bibliografía completa de sus obras. El 30 de septiembre de 1989 dio la lección inaugural de la "Scuola Superiore di Studi Storici" de San Marino: Machiavelli fra politica e storia. Mantuvo su actividad hasta su tardío final. 
Hoy es considerado como uno de los más autorizados historiadores de la filosofía y de la cultura del humanismo y del Renacimiento del siglo XX. Ha sido comparado por Delio Cantimori con Jacob Burckhardt, cuya obra magna prologó en 1952 (La civiltà del Rinascimento in Italia). La acción docente y recuperadora de textos italianos de esa época ha sido decisiva en la educación italiana del siglo pasado.

## Temas
A partir de su extensa monografía sobre Pico y la cultura humanística de su entorno (Giovanni Pico della Mirandola, 1937), escribió libros sobre el empuje cultural de Italia, como son Il Rinascimento italiano, L'Umanesimo italiano y Ritratti di umanisti, además de su global Storia della filosofia italiana.
Garin escribió una monografía clásica sobre la educación en el umbral de la modernidad: L'educazione in Europa 1400-1600. Por otro lado, están sus recopilaciones de artículos, que se consideran la suma de su originalidad: Medioevo e rinascimento, Scienza e vita civile nel Rinascimento italiano, y Rinascite e rivoluzioni. También analizó la corriente hermética en Lo zodiaco della vita y en Ermetismo del Rinascimento, contribuyendo a un debate muy complejo, en el que se han visto envueltas figuras como D. P. Walker, Frances Yates, Paolo Rossi o Paola Zambelli.
Sus estudios se han dedicado también a la Edad Media y a la cultura italiana del siglo XIX (Tra due secoli), continuando idealmente el trabajo que en los Quaderni del carcere desarrolló Antonio Gramsci (a quien Garin varias veces atribuyó un relieve especial en la propia formación) sobre los intelectuales italianos de izquierda.

## Obras principales
- Giovanni Pico della Mirandola, Le Monnier, 1937
- Il Rinascimento italiano, Milán, Inst. Polit. Int., 1941
- L'illuminismo inglese, Milán, Bocca, 1942
- Storia della filosofia italiana, 1947, ampliado en Turín, Einaudi, 1978
- L'Umanesimo italiano, Roma-Bari, Laterza, 1952
- Medioevo e rinascimento, Laterza, 1954
- Cronache di filosofia italiana (1900-1943), 1955
- L'educazione in Europa 1400-1600, Laterza, 1957
- La filosofia come sapere storico, 1959
- La cultura italiana tra Ottocento e Novecento, 1962
- Scienza e vita civile nel Rinascimento italiano, 1965
- Ed. de Leon Battista Alberti, Intercenali inedite, Florencia, Sansoni, 1965
- Ritratti di umanisti, Sansoni, 1967
- Dal Rinascimento all'Illuminismo, 1970
- Intellettuali italiani del XX secolo, 1974
- Rinascite e rivoluzioni, Laterza 1975
- Lo zodiaco della vita, Laterza, 1976
- Filosofia e scienze nel Novecento, Laterza, 1978
- Tra due secoli, 1983
- La revolución cultural del Renacimiento, Barcelona Crítica, 1984; antología
- Ermetismo del Rinascimento, Roma, Riuniti, 1988
- Umanisti artisti scienziati. Studi sul Rinascimento italiano, 1989
- Gli editori italiani tra Ottocento e Novecento, 1991
- Machiavelli fra politica e storia, Einaudi, 1991